# マウントバーノン

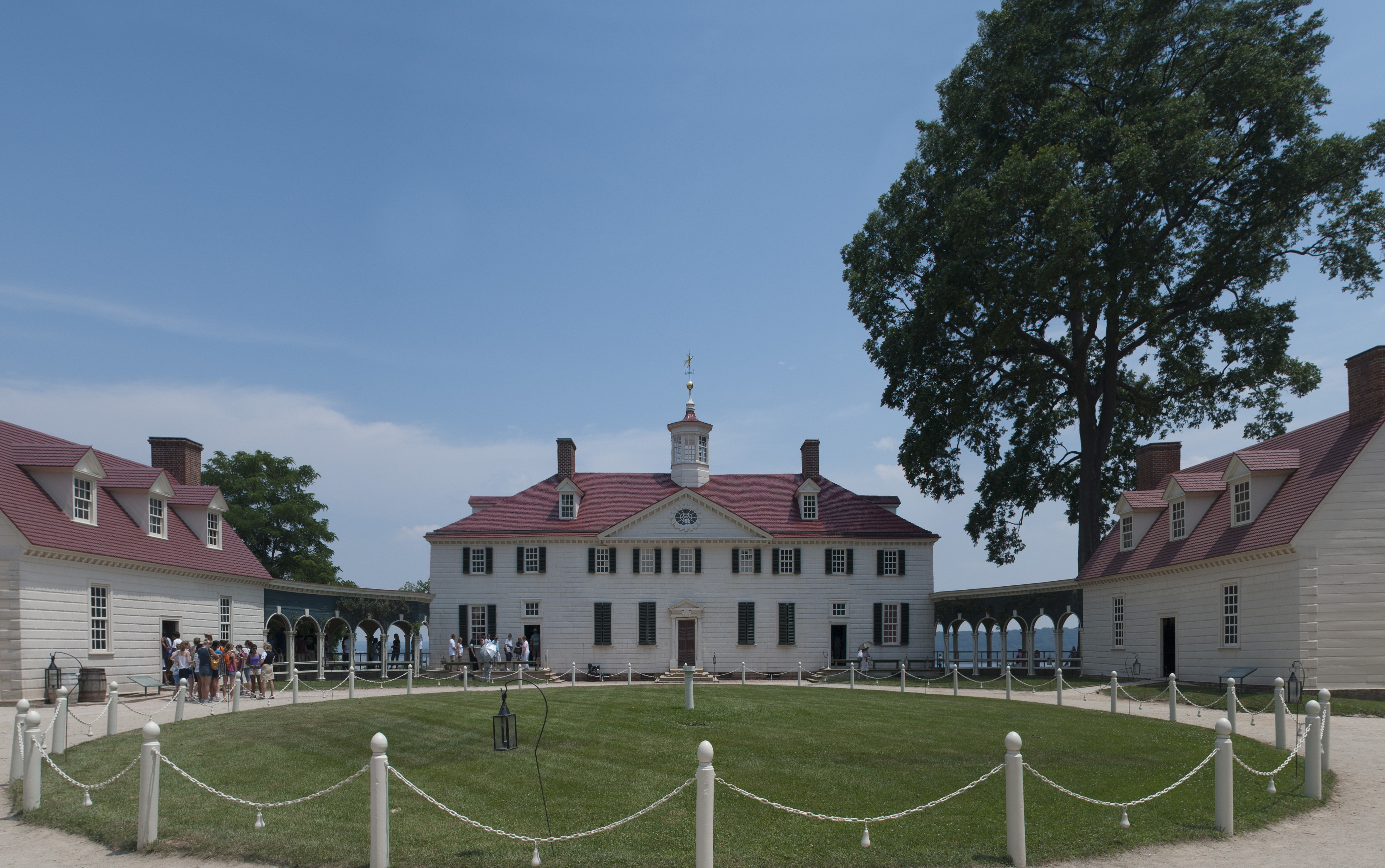
少し離れた距離から撮影したマウントバーノンの邸宅

マウントバーノン（英:Mount Vernon）は、アメリカ合衆国バージニア州のフェアファクス郡にある地区。マウントバーノンCDPの中にある。ワシントンD.C.の南25キロメートルに位置している。
アメリカ合衆国初代大統領ジョージ・ワシントンのプランテーションがあった所である。木製の邸宅は新古典主義ジョージア調建築様式であり、地所はポトマック川の堤にある。1960年にアメリカ合衆国国定歴史建造物に指定され、また国家歴史登録財にも登録された。現在はマウントバーノン婦人協会による信託で所有され維持されている。

## 歴史
リトル・ハンティング・クリークの敷地の歴史はその邸宅とは別の歴史があった。1674年、ジョージ・ワシントンの曽祖父ジョン・ワシントンとニコラス・スペンサーが後にマウントバーノン・プランテーションとなる土地を所有することになった。ジョン・ワシントンが死んだ1677年、その子ローレンス・ワシントン (1659-1698)が父の持分を相続した。1690年、ニコラス・スペンサーの相続人と協議して、およそ5,000エーカー (20 km²)の土地を正式に分割することになった。スペンサー家はドーグ・クリーク沿いの南側半分を取った（1674年9月に第2代カルピーパ男爵トマス・カルピーパから特許された土地で、元のクリークの名前を採って当初は「エプスワッソン」と呼ばれていた）。ワシントン家に残された地所はリトル・ハンティング・クリーク沿いにあった。

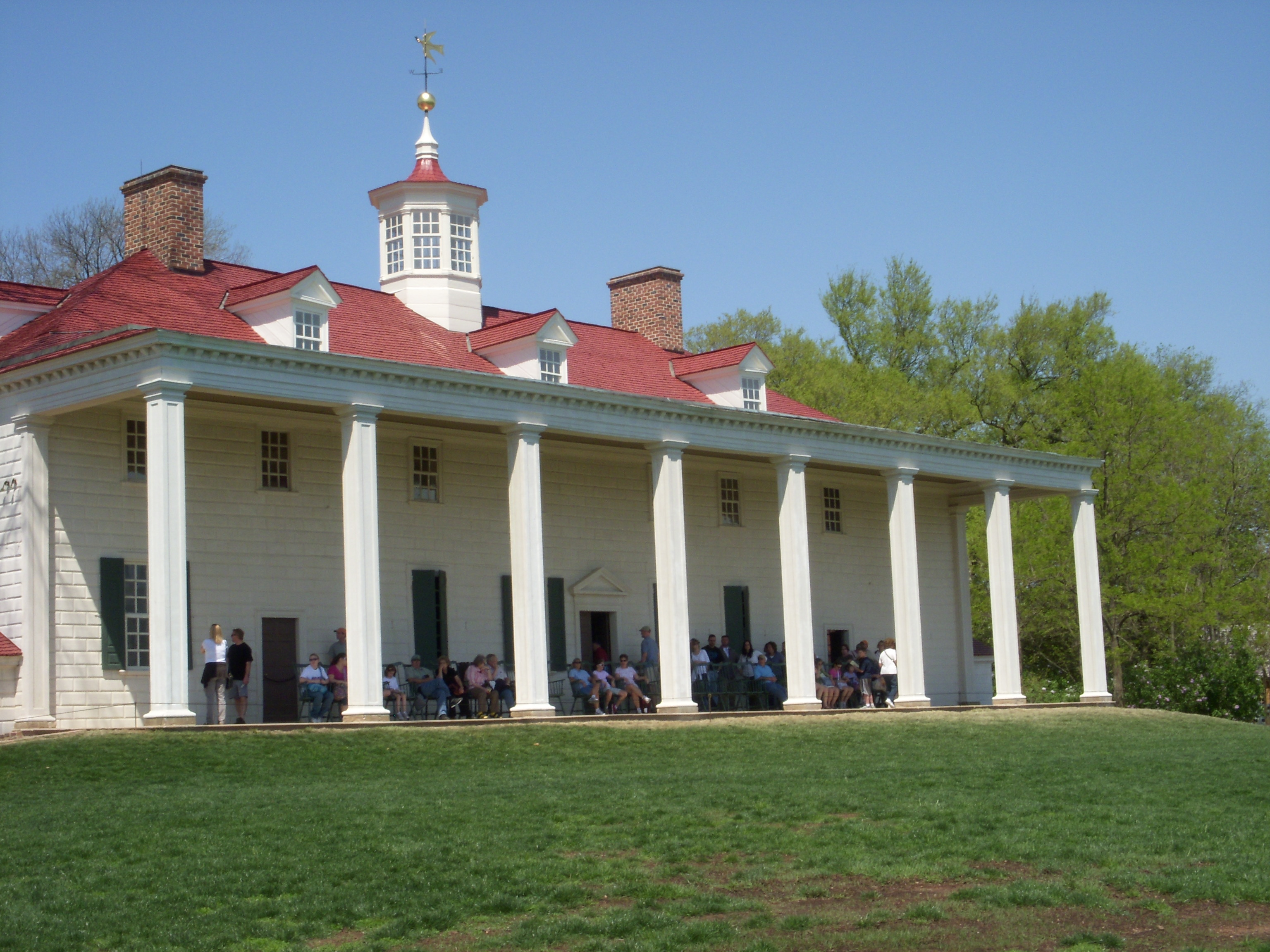
邸宅を裏側から見る

ローレンス・ワシントンが1698年に死んだ時、その娘のミルドレッドが資産を相続した。1726年、ジョージ・ワシントンの父オーガスティン(1694-1743)の要請で、ミルドレッドはポトマック川に近い土地をオーガスティンに売却した。1735年、オーガスティンはその若い家族と共にこの土地に引っ越してきてリトル・ハンティング・クリーク沿いの住居に入った。1738年、オーガスティンはイングランドのアップルビー・スクールに留学していた長子のローレンス（ジョージ・ワシントンの異母兄）を呼び戻し、リトル・ハンティング・クリーク沿いのタバコを栽培するプランテーションを預け、自分は1739年末に以前住んでいたフレデリックスバーグの家に戻った。
1739年、成人（21歳）になったローレンスは、隣接するスペンサーの領地からドーグ・クリーク沿いのグリスト・ミルの周辺を手始めに少しずつ土地を購入していった。1740年、ローレンスはイギリス正規軍から誰もが欲しがるような士官の任務を与えられ、新しく作られたアメリカ連隊に所属してカリブ海での戦争に行く準備をした。その準備の中にはローレンスの父親が、スペンサーから購入した土地を法的に管理するようにしておくことも入っていた。ローレンスが戦争（ジェンキンスの耳の戦争、1739年-1743年）に行っている間の1741年5月、父親への手紙で、もし生き残って帰れたらフレデリックスバーグに所有する3区画の一つに家を建てて移り住むつもりだと伝えた。

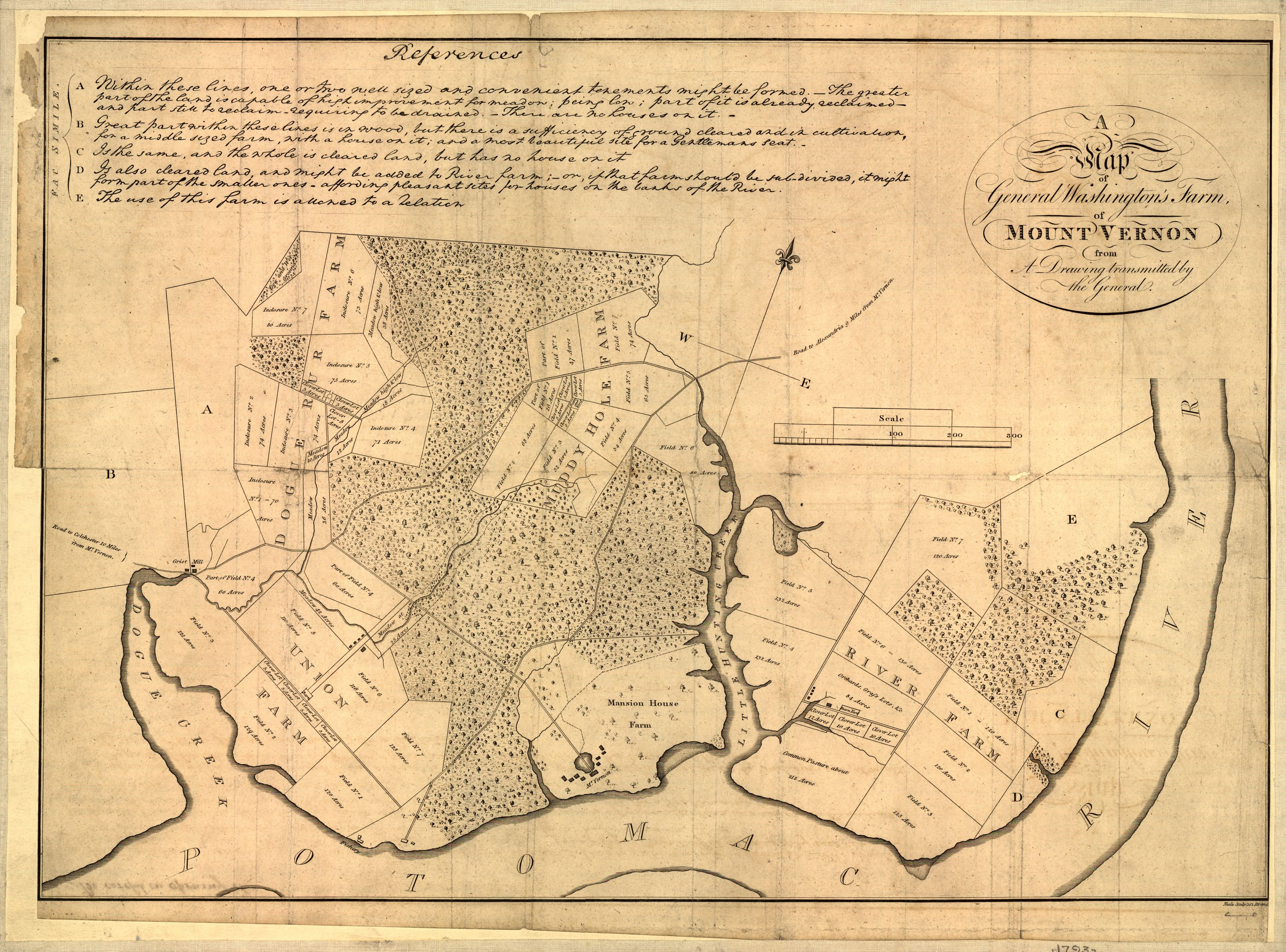
敷地の地図。ワシントンが書いた。

この頃にスペンサー家はローレンスの隣人に売った土地のことで法廷闘争を行っていた。プリンスウィリアム郡の高等裁判所はこの土地の境界紛争を裁くために、ワシントン家とスペンサー家が特許を得た土地5,000エーカー (20 km²)全体を新たに測量するよう命じた。1741年に郡測量士ロバート・ブルックによって行われた測量で得られた測量図では、1669年4月に行われた測量の大きな誤りが判明し、1674年特許の5,000エーカーではなく、4,200エーカー (17 km²)しか無いことになった。この測量の誤りは、土地が3面を川やクリークに囲まれ、しかもどれも真っ直ぐには流れていないという事実によっていた。カルピーパ土地特許によれば、1669年の最初の測量士は5,000エーカーと見積もられた土地を任されており、曲がりくねったドーグ・クリークとリトル・ハンティング・クリークの間の樹木に沿って真っ直ぐな線を引いて後ろの境界としていた。さらに重要なことは、1741年5月にブルックによって行われた測量では、現在の邸宅が建っている場所は空き地だったことである。ワシントン家はリトル・ハンティング・クリーク沿いにその住居を建てるように考えていた。
ローレンスがフレデリックスバーグに住む考えでいることを聞いた父のオーガスティンはポトマック川を見下ろす崖の上の空き地に質素な農家を建てることに取り掛かったと考えられる。ローレンスはジャマイカで、父の計画を知らされ、新しい家にはローレンスの上官で海軍少将のエドワード・バーノン（当時のイギリスで最大の英雄と見なされていた）に因んで「マウントバーノン」と名付けたい旨を返信した。1742年8月早く、「マウントバーノン」という地名はローレンスの隣人ベルボワールのウィリアム・フェアファックスが書いた手紙に初めて現れている。ローレンスは1742年遅くに戦争から帰還し、1743年4月に死んだ父を葬り、フェアファックス家と婚姻を結んだ後の7月に「マウントバーノン」の住居に入った。1740年代遅くまでローレンスは父が建ててくれた家の拡張を行った。

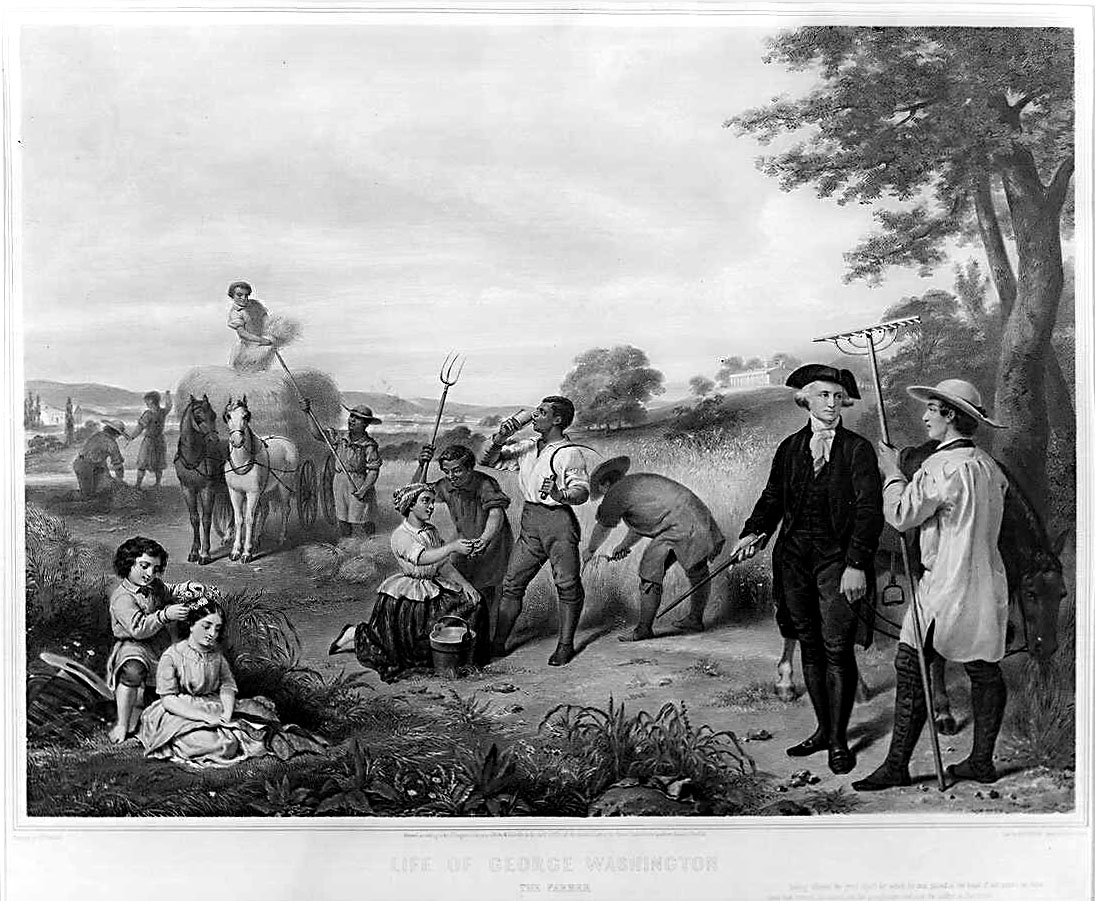
収穫期の農作業者の間に立つワシントン。後方に邸宅が見える。

1752年7月、ローレンスの早すぎる死に接したジョージ・ワシントンは、この頃既にマウントバーノンに住んでプランテーションの経営をやっていたと考えられている。ローレンスの未亡人アン・フェアファックスは間もなくリー家と再婚して移って行った。1754年、アンとローレンスの子供で唯一人生き残っていた子供が死に、ワシントンは兄の資産の遺言執行人としてその12月にマウントバーノンを賃貸しする手配をした。1758年、ワシントンは最初の大きな増築と改築を行った。2度目の拡張はアメリカ独立戦争の開始直前であった。これらの機会に母屋を最初の基礎の上に建て直し、その度に大きさを倍増させた。工事の大半は奴隷と職人の手でなされた。家を2回も建て直したワシントンがそのイギリス愛国者的な家の名前を変えようとはしなかったことは注目すべきことである。
1761年、アン・フェアファックスの死により、ワシントンはマウントバーノンの資産を合法的に相続した。1759年からアメリカ独立戦争に至る間、傑出した農業専門家になることを目指していたワシントンはこの敷地を5つの農園に分けて運営した。農業を科学的に捉えることを目指し、労働力やその結果としての生産高を広範にまたきめ細かく記録した。この時に成功した事業の1つが蒸留酒製造所の建設だった。国内最大とまではいかないもののウィスキーの蒸留ではかなり大きな製造所の一つに数えられた。

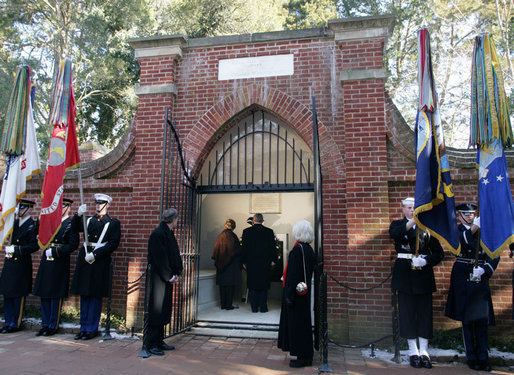
ワシントンの墓所入り口

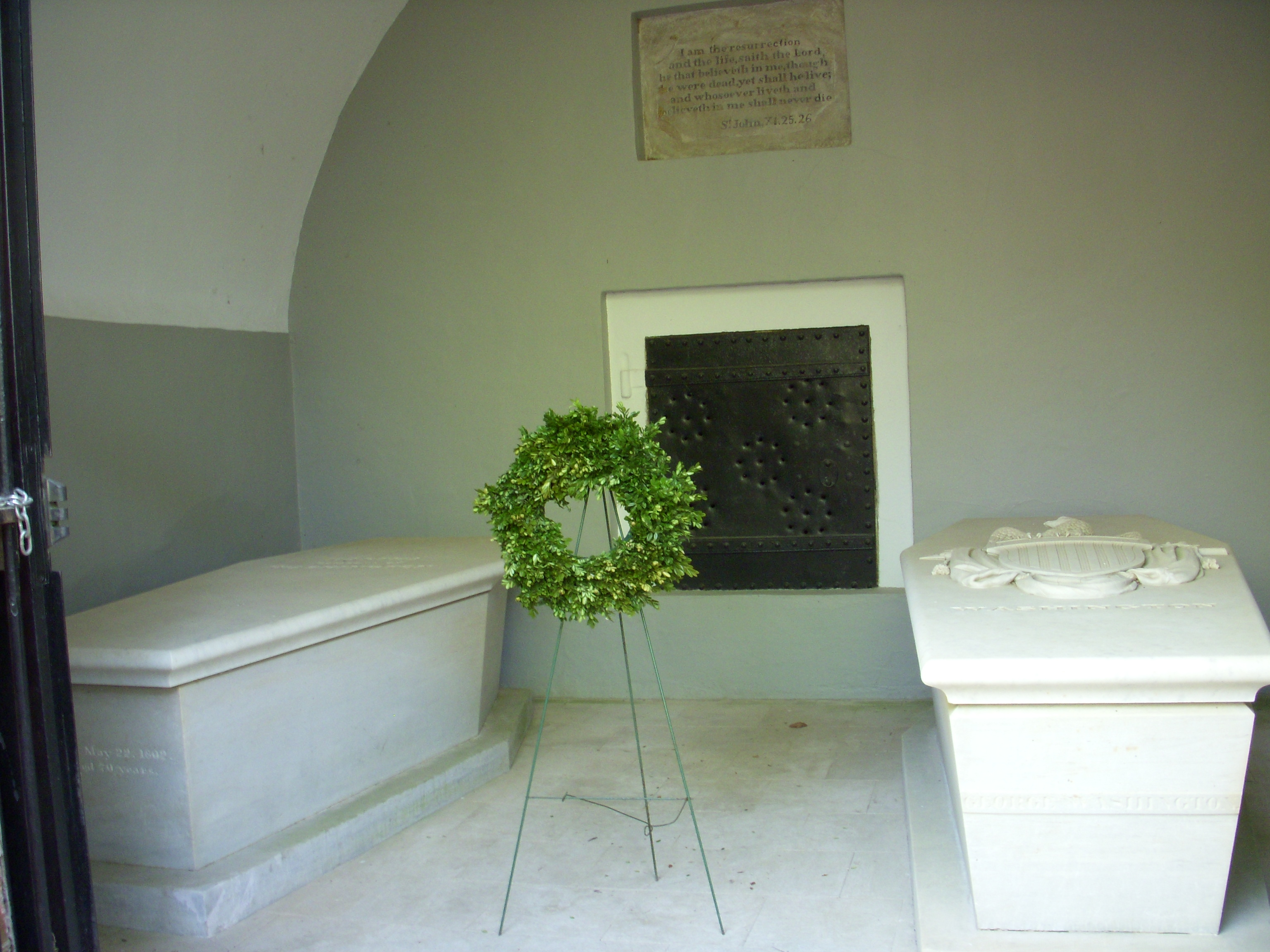
ワシントンの墓所

ワシントンは独立戦争に参加した後、マウントバーノンに戻り、1785年から1786年にかけては敷地の景観の改善に多くを費やした。大統領となってその任期 (1789-1797)の間も、合計で434日をマウントバーノンで過ごしたと見積もられている。大統領を辞めた後は、建物を修理し、社交の場とし、また庭園の手入れをした。ワシントンおよびマーサ・ワシントンの遺骸は他の家族と共に敷地内の墓所に葬られている。

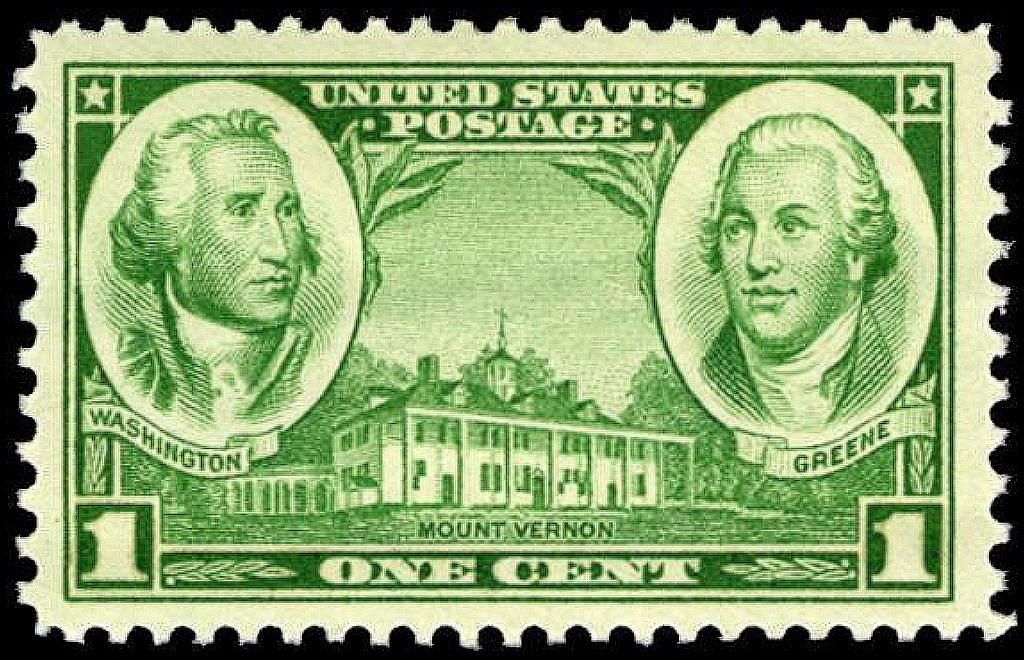
1936年の切手に描かれたマウントバーノン。人物はワシントン（左）とナサニエル・グリーン

1799年にワシントンが死んだ後、プランテーションの所有権は何人かの子孫に受け継がれたが、その資産を維持する意思や手段には欠けていた。ジョン・オーガスティン・ワシントンは5年間敷地の修復に努めた後、1848年に売りに出した。バージニア州もアメリカ合衆国もこの家と敷地を購入することは辞退した。
1860年、アン・パメラ・カニンガムが指導するマウントバーノン婦人協会が邸宅とその周辺の土地を20万ドルで購入し、荒廃と放棄の状態から救った。南北戦争の間、付近では戦闘が続いたが、この敷地は両軍から中立地帯として扱われた。マウントバーノンは1960年12月19日にアメリカ国定歴史建造物に指定され、また国定歴史的場所にも挙げられた。
邸宅は協会によって修復され（州や国の資金を受け取っていない）、当時の家具や装飾もそのままに今日でも観光客に人気のある場所となっている。その敷地は他に無いような景色や付属する建物でも有名である。

## 観光
マウントバーノンは祝日やクリスマスでも開いており、年中無休である。訪問者は邸宅やその他の多くの建物、奴隷用宿舎、台所、厩、温室などを回ることができる。4つの庭園を散策し、森の小道を歩き、ジョージ・ワシントンの足跡を辿る。4エーカー (1.6 ha)のパイオニア農園には再建された16面の納屋がある。ワシントン夫妻が静かに眠る墓所では、毎日リースを置く儀式が行われ、スカウトが参加している。奴隷の記念碑や墓地も近くにある。ジョージ・ワシントンは休むことなく働いて、そのプランテーションを2,000 エーカー(8 km²)から8,000エーカー(32 km²)まで広げ、邸宅は6寝室から21寝室まで増築した。
マウントバーノン婦人協会がワシントン家からマウントバーノンを購入したのは1858年のことであり、1860年には一般に開放した。その時以来、8千万人近い観光客がワシントンの邸宅を訪れてきた。マウントバーノンは政府から独立しており、その500エーカー (2 km²)の敷地の維持や、教育プログラムなどの活動にも税金は使われていない。
「ライトホース・ハリー」と渾名されたヘンリー・リー3世（バージニア州知事を勤め、ロバート・E・リーの父）から贈られ、1786年にワシントンが自ら植えたセイヨウトチノキは伐採を免れ、現在は入り口を覆っている。この木の枝はマウントバーノンの土産物店で8ドルで売られている。また発送もできる。
ジョージ・ワシントンの生と死に献げられた博物館も敷地内にある。ここにはワシントンの測量用具、武器、衣類のほかに最初に大統領になった頃の義歯も保管されている。

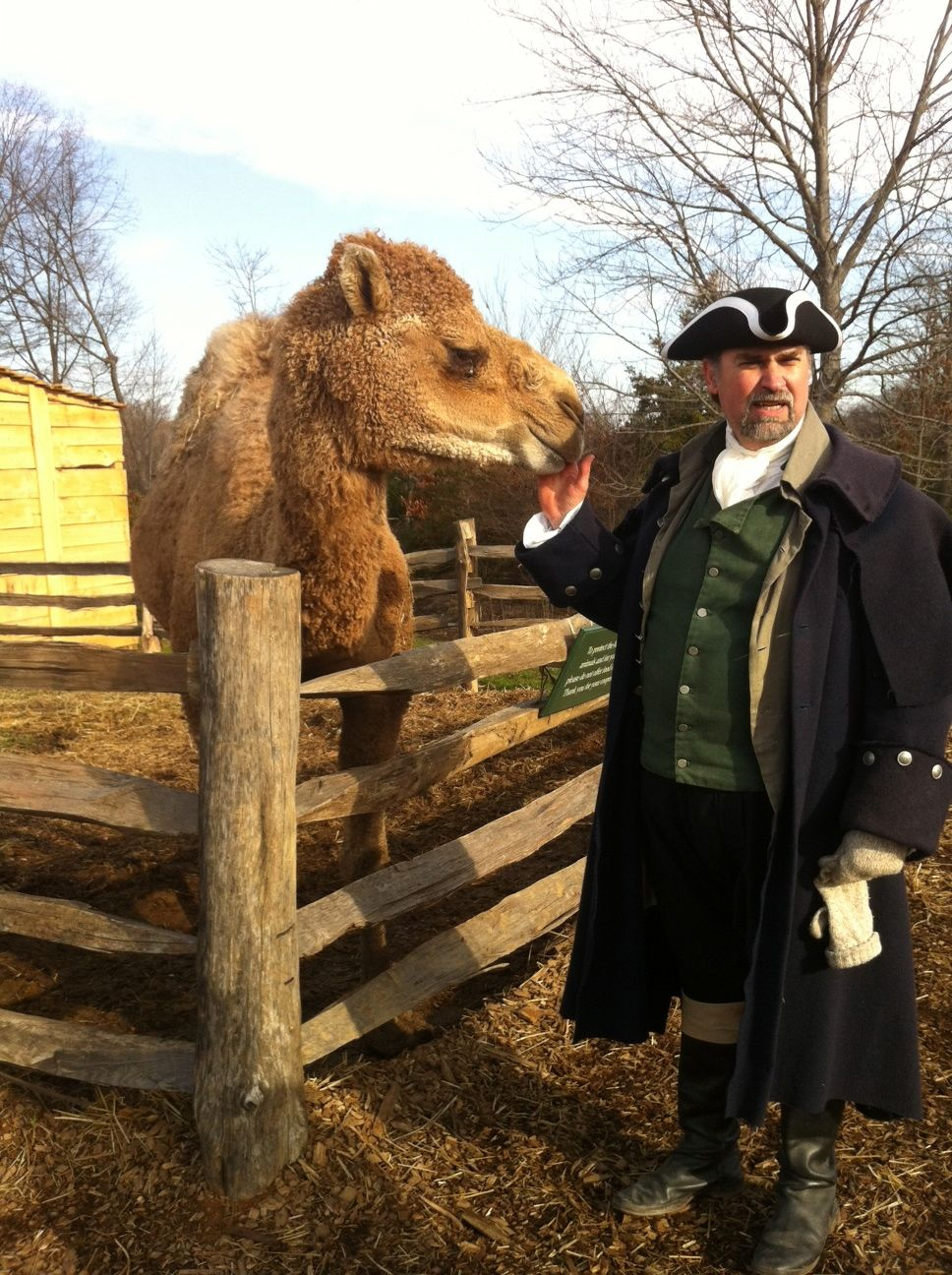
数少ない観光スポットの一つ

## 最近の発展

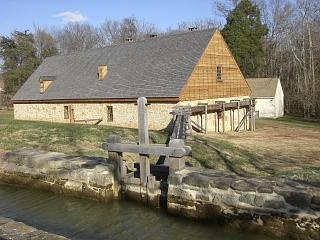
再建されたジョージ・ワシントンの蒸留酒製造所

2007年3月30日、マウントバーノンにワシントンの蒸留酒製造所が再建され公開された。この完全に機能を果たす複製品には、バージニア州政府から年間5,000ガロン (19 kl)のウィスキーを製造する特別の許可が下りており、マウントバーノンの土産物店で販売されている。この蒸留所の建設には210万ドルが費やされ、ワシントンが最初に蒸留所を造った場所に位置していて、ポトマック川に近い邸宅からも至近距離にある。再建のための資金を手当てした蒸留酒委員会の広報担当であるフランク・コールマンは、この蒸留所が「国の蒸留博物館に相当するようになり」アメリカ・ウィスキー・トレイルの入り口ともなると述べた。
2006年10月、1億1千万ドル基金キャンペーンに続いて、2つの新しい建物が設計され、ジョージ・ワシントンとアメリカ合衆国の独立の背景を展示する施設として開館した。フォード・オリエンテーション会館はマウントバーノンを訪れた人に展示品と「我々は自由のために戦う」と題されたワシントンの生涯を紹介する18分間の映画を見せてくれる。ドナルド・W・レイノルズ博物館・教育会館では、ワシントンに関わる多くの工芸品をマルチメディア・ディスプレーや現代の娯楽用技術を使った映画などで見せてくれる。
2007年11月7日、ジョージ・W・ブッシュ大統領はフランス大統領ニコラ・サルコジをマウントバーノンに招いた。これは、同じ日の早い時間にサルコジがアメリカ合衆国議会両院総会に出席して演説した後のことであり、マウントバーノンの邸宅前芝生に報道陣を集め、両首脳の会談の様子を簡単に報告した。